# Обнинск (волейбольный клуб)
СПВК «О́бнинск» — российская мужская волейбольная команда из одноимённого города Калужской области. Создана в конце 1992 года; в 1996 году прекратила существование по финансовыми причинам.

## Предыстория
В 1983—1985 годах волейболисты Обнинска трижды становились чемпионами Калужской области. Состав команды в основном формировался из игроков приборного завода «Сигнал». Главным тренером команды был сотрудник завода Юрий Легкоступ, играющим тренером — Валерий Макаренко из Жёлтых Вод. В команде играли братья Олег и Игорь Макаровы, Игорь Горбачёв, Юрий Быстровский, Александр Боровик, Валентин Дицул, Виталий Осипов (оба из Жёлтых Вод), Сергей Чернов, Владимир Кривченко, Сергей Сергеев, Игорь Яковлев, Юрий Пономарёв, Александр Бояринцев, Сергей Пожалов. В ноябре 1983 году в Богородицке Тульской области команда предприняла первую попытку пробиться в высшую лигу, окончившуюся неудачей. На обратном пути из Богородицка в Обнинск автобус с командой столкнулся с грузовым прицепом, но дорожно-транспортное происшествие обошлось без серьёзных травм для игроков.
В 1986 году для участия в первенстве России была сформирована сборная команда Калужской области, в состав которой в основном вошли игроки приборного завода «Сигнал» и калужского филиала МВТУ имени Н. Э. Баумана. В сборной было два тренера — Юрий Легкоступ (Обнинск) и Николай Таратин (Калуга), начальник — Михаил Морковец и администратор — Виктор Суховерхов. В команде играли Сергей Шамарин, Сергей Демин, Андрей Гущин, Александр Ракеев, Александр Бояринцев, Сергей Пожалов, Александр Боровик, Валерий Кузнецов, Павел Морозов, Андрей Машков. Команда завоевала путёвку на переигровку за право играть в первой лиге первенства СССР. В переигровке восьми команд в Туймазах сборная Калужская области выиграла у Нижневартовска, но была вынуждена играть ещё одну переигровку в Москве с командой ташкентского «Динамо» во дворце спорта «Динамо» (улица Лавочкина). Вторую игру сборная Калужской области также выиграла и получила право играть в первенстве СССР.
С распадом в 1991 году СССР завод «Сигнал» больше не смог финансировать команду. Кроме того, внутри команды к этому времени сформировались несовместимые друг с другом группировки, и команда фактически прекратила существование. В том же 1991 году самый известный воспитанник обнинской волейбольной школы Александр Савин возглавил московский волейбольный клуб «Рассвет», и, желая сохранить обнинских игроков калужской сборной, создал из них команду, выступавшую в сезоне 1991—1992 года под названием «Рассвет-2». В 1992 году из-за возникших у «Рассвета» финансовых трудностей, связанных с системным кризисом российской экономики, Савин ушёл из клуба, и обнинская команда осталась не у дел.

## История
В 1992 году председатель обнинского городского спортивного комитета Адольф Гончаров инициировал воссоздание на паях с областным спортивным комитетом под обнинской волейбольной команды под названием СПВК «Обнинск». Старшим тренером был назначен возглявший юношеское отделение Анатолий Суворов. В качестве второго, играющего тренера Суворов привлёк Василия Фесикова с его воспитанником из Казахстана. В команду были приглашены воспитанники обнинской волейбольной школы Георгий Ряжнов и Алексей Ланкевич, до этого игравшие в высшей лиге России за ВК МГТУ, и Игорь Смирнов.
В сезоне 1992—1993 года команда успешно прошла вторую лигу России, в сезоне 1993—1994 года стала лидеров первой лиги России и завоевала право играть в высшей лиге. Два следующих сезона команда была полноценным участником высшей лиги России. В сезоне 1995—1996 команда заняла 7 место из двенадцати команд.
Одновременно в Калуге на базе филиала МВТУ имени Баумана была создана вторая команда со старшим тренером Николаем Таратиным, игравшая во второй лиге.
В 1996 году обнинский городской и калужский областной спорткомитеты оказались не в состоянии финансировать обнинскую команду, и СПВК «Обнинск» прекратил существование. Большинство игроков было приглашено в другие российские клубы, в основном в Сибирь, а Георгий Ряжнов уехал в Аргентину.